# Syd Barrett
 Der er for få eller ingen kildehenvisninger i denne artikel, hvilket er et problem. Du kan hjælpe ved at angive troværdige kilder til de påstande, som fremføres i artiklen.

Roger "Syd" Barrett (6. januar 1946 – 7. juli 2006), var en engelsk sanger, sangskriver, guitarist, og artist. Han var Pink Floyds første guitarist. Sammen med resten af bandet skabte han albummene The Piper at the Gates of Dawn og A Saucerful of Secrets. I 1968 blev han "enig" med den resterende del af bandet om at forlade dem. Problemer med LSD havde gjort ham sindssyg. Nogle siger han blev smidt ud, andre siger han valgte det selv. Enden på Syd Barrets karriere i Pink Floyd var, at gruppen glemte at samle ham op på vej til en koncert. Barrett gjorde tilsyneladende ingen indsigelser imod denne forglemmelse. Bandet erstattede Barrett med David Gilmour.
Efter Pink Floyd forsøgte Barrett en solokarriere i årene 1968-1972, mens han forblev gode venner med David Gilmour. Han udgav i alt fire albummer: Opel, Barrett, The Madcap Laughs og Best Of, Other Stuff.
Syd Barrett er blevet beskrevet som en af de personer der lå på grænsen mellem genial og sindssyg.[kilde mangler]
Pink Floyd-albummet Wish You Were Here, og i særdeleshed sangen "Shine On You Crazy Diamond", handler om bandets forhold til Syd Barret.
I 2003 udkom dokumentarfilmen Pink Floyd & the Syd Barrett Story, der beskrev forholdet mellem Barrett og de øvrige medlemmer af Pink Floyd.